# Lillemer
Lillemer är en kommun i departementet Ille-et-Vilaine i regionen Bretagne i nordvästra Frankrike. Kommunen ligger i kantonen Châteauneuf-d'Ille-et-Vilaine som tillhör arrondissementet Saint-Malo. År 2022 hade Lillemer 383 invånare.

## Befolkningsutveckling
Antalet invånare i kommunen Lillemer
Referens:INSEE